# Zhuang Liujiang
El zhuang Liujiang es una lengua kra-dai, de la rama Tai, hablada en China, en la región autónoma de zhuang de Guangxi por parte de los Zhuangs.

## Localización geográfica
Zhuang Liujiang se habla en Guangxi, en el condado de Liujiang y en el condado de Liucheng adjunto a la ciudad prefectural de Liuzhou, en el condado de Liucheng, ubicado en la ciudad prefectural de Laibin, así como en el norte de Laibin, más precisamente las regiones situadas al norte del río Hongshui, y en el territorio de la ciudad de Yizhou, que depende de Hechi.

## Clasificación interna
El Zhuang Liujiang es uno de los dialectos del Zhuang del Norte. Esto lo vincula con las lenguas tai septentrionales, uno de los grupos de lenguas tai, que forman parte de la familia de lenguas kra-dai.